# Cinemechanica
Cinemechanica — состоящая из четырёх участников, американская рок-группа из Атенса (штат Джорджия). Они смешивают элементы пост-рока, панк-рока и мат-рока, для того чтобы создать их собственный энергичный и сложный вид рок музыки. Cinemechanica выступает с Deerhoof, 400 Blows, We Versus the Shark, Maserati, The Plot to Blow up the Eiffel Tower и So many Dynamos.
Ребята основали лейбл Hello Sir Records, который даёт приют и раскручивает несколько дружественных групп из Джорджии, отличающиеся различными стилями и звучанием.

## Участники
- Брайант Уильямсон — гитара, вокал
- Энди Прутт — гитара,вокал
- Майк Альбанезе — барабаны
- Джордан Оливера — Гитара, вокал
- Джереми Фонтейн — барабаны ('06+)
- Джоэл Хэтстэт — бас-гитара ('02-'05)
- Эрика Страут — бас-гитара ('06+)

## Дискография
- EP1 (2003)
- Maserati / Cinemechanica / We Versus the Shark Split EP (2004)
- The Martial Arts (2006)
- Rivals EP (2009)